# Erna von Weymarn-Petersen
Erna Alexandra von Weymarn-Petersen, född von Weymarn 7 februari 1889 i Helsingfors, död 8 april 1950 i Helsingfors, var en finländsk operasångerska (alt).
von Weymarn-Petersen var dotter till kollegierådet Adolf von Weymarn och Alexandra Lindström. Hon var från 1926 gift med köpmannen Leopold Petersen. Hon utexaminerades från Helsingfors svenska flickskola 1905 och från Helsingfors musikinstitut 1914. Hon studerade sedan sång utomlands, bland annat i Petrograd 1917. På 1910-talet blev hon sånglärare vid musikinstitutet och gav sedan 1914 privata sånglektioner.